# Dyme palmes
Dyme palmes är en insektsart som först beskrevs av Giglio-Tos 1898.  Dyme palmes ingår i släktet Dyme och familjen Diapheromeridae. Inga underarter finns listade i Catalogue of Life.